# Ordem da Pátria
A Ordem da Pátria (cazaque: Отан ордені, transl. Otan ordeni) é uma das mais altas ordens da República do Cazaquistão. O pedido geralmente é concedido a cidadãos para o seguinte, mas houve vários destinatários estrangeiros notáveis.
- Realizações notáveis em atividades públicas e sociais
- Desenvolvimento da economia, esfera social, ciência e cultura
- Estado, aplicação da lei e serviço militar
- Desenvolvimento da democracia e do progresso social

Uma moeda comemorativa de 50 tenge com o brasão do prêmio no verso foi emitida em 2007.

## Destinatários notáveis
- Nursultan Nazarbayev
- Kassym-Jomart Tokayev
- Khiuaz Dospanova
- Toktar Aubakirov
- Talgat Musabayev
- Yuri Malenchenko